# معاملة المثليين في ناورو
يواجه الأشخاص من المثليين والمثليات ومزدوجي التوجه الجنسي والمتحولين جنسياً (اختصاراً: LGBT) في ناورو تحديات قانونية لا يواجهها غيرهم من المغايرين جنسيا.
أصبحت المثلية الجنسية قانونية منذ ماي 2016، لكن المنازل التي يعيش فيها الشركاء المثليون غير مؤهلة للحصول على نفس الحماية القانونية المتاحة للأزواج المغايرين، حيث لايسمح بزواج المثليين ولا بالاتحادات المدنية لا تملك البلاد أي قوانين تحمي الأشخاص المثليين من التمييز.
قامت «مؤسسة الحقيقة الإنسانية» بإدراج ناورو في المرتبة 87 بالنسبة لحقوق المثليين. وكان هذا مشابهاً لبلدان المحيط الهادئ الأخرى، مثل بالاو (86) وجزر مارشال (88) وولايات ميكرونيسيا المتحدة (90).
في عام 2011، وقعت ناورو البيان المشترك بشأن إنهاء أعمال العنف وانتهاكات حقوق الإنسان ذات الصلة القائمة على التوجه الجنسي والهوية الجندرية في الأمم المتحدة، التي تدين العنف والتمييز ضد المثليين.

## قانونية النشاط الجنسي المثلي
تم تجريم النشاط الجنسي المثلي في عام 1921 عندما اعتمدت الجزيرة القانون الجنائي لكوينزلاند (القانون الجنائي 1899)، والذي تم الاحتفاظ به بعد استقلال ناورو في عام 1968.
في يناير/كانون الثاني 2011، صرح ماثيو باتسيوا، وزير الصحة والعدل والرياضة، بأن إلغاء تجريم «النشاط الجنسي المثلي بين البالغين الراشدين» كان «قيد النظر الفعلي». في تشرين الأول/أكتوبر 2011، تعهدت حكومة ناورو بعدم تجريم النشاط الجنسي المثلي.
وفقا لوزارة الخارجية الأمريكية، لم تكن هناك تقارير في عام 2012 عن الملاحقات القضائية الموجهة ضد الأشخاص المثليين.
في مايو/أيار 2016، أقر برلمان ناورو «قانون الجرائم 2016» الذي ألغى «القانون الجنائي 1899»، وبالتالي تم تشريع النشاط الجنسي المثلي.

## ملخص
| قانونية النشاط الجنسي المثلي                                                             | منذ عام 2016)                                    |
| المساواة في السن القانوني للنشاط الجنسي                                                  | (منذ عام 2016)                                   |
| قوانين مكافحة التمييز في التوظيف                                                         | No                                               |
| قوانين مكافحة التمييز في توفير السلع والخدمات                                            | No                                               |
| قوانين مكافحة التمييز في جميع المجالات الأخرى (تتضمن التمييز غير المباشر، خطاب الكراهية) | No                                               |
| قوانين جرائم الكراهية تشمل التوجه الجنسي والهوية الجندرية                                | No                                               |
| زواج المثليين                                                                            | No                                               |
| الاعتراف القانوني بالعلاقات المثلية                                                      | No                                               |
| تبني أحد الشريكين للطفل البيولوجي للشريك الآخر                                           | No                                               |
| التبني المشترك للأزواج المثليين                                                          | No                                               |
| يسمح للمثليين والمثليات ومزدوجي التوجه الجنسي بالخدمة علناً في القوات المسلحة             | دولة بدون جيش                                    |
| الحق بتغيير الجنس القانوني                                                               | [ 2 ]                                            |
| علاج التحويل محظور على القاصرين                                                          | No                                               |
| الحصول على أطفال أنابيب للمثليات                                                         | No                                               |
| الأمومة التلقائية للطفل بعد الولادة                                                      | No                                               |
| تأجير الأرحام التجاري للأزواج المثليين من الذكور                                         | (محظور لجميع الأزواج بغض النظر عن التوجه الجنسي) |
| السماح للرجال الذين مارسوا الجنس الشرجي بالتبرع بالدم                                    | No                                               |